# Mahō Tsukai no Yome
Mahō Tsukai no Yome (魔法使いの嫁) és una sèrie de manga japonesa escrita i il·lustrada per Kore Yamazaki. Està publicat en sèrie a la revista Monthly Comic Garden de Mag Garden. Wit Studio va produir una OVA d'anime de preqüela de tres parts i una sèrie de televisió d'anime emesa des d'octubre de 2017 fins al març de 2018. El setembre de 2021 es va estrenar una sèrie original d'OVA de tres parts de Studio Kafka. L'abril de 2023 es va estrenar una segona temporada.

## Argument
Després d'haver estat ostracitzada tant pels seus familiars com per la societat, l'estudiant orfe de secundària japonesa Chise Hatori decideix vendre's en una subhasta per tal que algú més l'aculla i tinga un nou lloc considerar la seua casa. A la subhasta de Londres, és venuda per cinc milions de lliures a Elias Ainsworth, un humanoide de més de dos metres d'alçada amb un crani d'animal per cap. El mag, que sembla més a prop d'un dimoni que d'un humà, o bé li porta la llum que busca desesperadament o l'ofega en ombres cada cop més profundes al seu nou país, la Gran Bretanya. La sèrie tracta d'una història romàntica de la vida sota una llum surrealista i sobrenatural.

## Personatges
- Chise Hatori (amb veu d'Atsumi Tanezaki): Una aprenent adolescent i futura esposa d'Elias Ainsworth. El seu pare i el seu germà van abandonar la família quan ella era petita, i la seua mare es va suïcidar davant d'ella fent que se sentira no desitjada pels seus familiars. Es va vendre a l'esclavitud, perquè algú l'acollira. Es ven per cinc milions de lliures a Elias. Li diu que és una Sleigh Beggy, un tipus mag especial que pot extreure màgia del seu entorn i de dins d'ella mateixa. Tanmateix, això tensa greument els seus cossos, fent que Sleigh Beggys siga molt feble, i està destinat a morir prematurament. Per tant, Elias la va comprar amb l'esperança d'evitar la seua mort prematura en uns tres anys. Sovint rep regals que suprimeixen la seua màgia per mantenir la seua salut. Després de ser acollida per Elias, comença a practicar màgia, i descobreix que té un talent per a la màgia del son, però també pot realitzar qualsevol mena de màgia a costa d'una gran tensió.
- Elias Ainsworth (amb veu de Ryōta Takeuchi): També conegut com "Pilum Muralis" (lit. "Llança de paret"), el fill d'espines i el mag de les espines. És el mestre i promés de Chise, una vegada aprenent del mestre Lindenbaum. Un ésser amb elements màgics i humans, els seus orígens són un misteri. S'insinua que va néixer de les ombres del bosc, però els seus trets humans impliquen que era un mag que va incursionar en la màgia negra, perdent en conseqüència la seua humanitat i els seus records. Les altres fades el veuen com una abominació, cosa que no li importa. De tant en tant, utilitza encanteris d'aspecte per ocultar la seua aparença animal prenent un aspecte semblant a la gent que coneix o veu. A la sèrie primer s'assembla a Simon, després a Chise i més tard a una dona desconeguda. Pot invocar i controlar les espines i transformar-se en ombres. Quan està prou enfadat, adopta una forma més monstruosa que consisteix en diverses parts d'animals, com ara una cua de peix, ales o un cos de serp. Lindenbaum l'anomena un nen pel que fa a la comprensió limitada d'Elias i les sensacions de les emocions humanes. Amb aquesta finalitat, l'Elias compra a Chise parcialment perquè és una rara Sleigh Beggy, però també amb l'esperança de poder aprendre els sentiments i el comportament humà. No li agraden els nens, perquè sovint veuen a través de la seua màgia de l'ombra i li tenen por. Els que no el temen fan moltes preguntes sobre ell que no pot respondre.
- Ruth (amb veu de Koki Uchiyama): Originalment era un gos guardià del cementiri, que va expulsar els lladres de tombes i els esperits malignes. Abans es deia Ulysse i solia ser propietat d'Isabel. Inicialment es veu a si mateix com un humà, mantenint una forma humana fins que després recorda la seua veritable identitat. Comparteix un vincle mental amb Chise i la considera una germana. La forma del gos de la Ruth s'assembla a un gos llop irlandés, encara que aquesta forma pot canviar molt com Elias, i de vegades viatja a l'ombra de Chise.
- Angelica Varley (amb veu de Yūko Kaida): Una vella coneguda d'Elias. És maga i tècnica del Magus Craft com ho va ser el seu pare. Tot i que el seu pare era mag, Angélica, que només tenia la qualitat de bruixa, no va poder aprendre directament les maneres del seu pare. Va treballar dur per trobar el seu propi mètode per fer màgia. Més tard es va casar i va tenir una filla Althea.
- Cartaphilius (amb veu d'Ayumu Murase): La seua veritable identitat és "Cartaphilus", però prefereix el nom de Joseph pel jove enterrador amb el qual es va fusionar. També és conegut com el Jueu Errant, o el "Bruixot del Flux". És un ésser misteriós que sembla un nen petit, però que és més gran que Elias. És tan vell que fins i tot es refereix a Ainsworth com a "nen petit". Fa molt de temps, la gent deia que "el Fill de Déu" li va llançar una maledicció immortal per burlar-se d'ell durant la crucifixió, es diu que la seua immortalitat durarà fins al dia del judici. A través d'aquesta maledicció no pot morir, però el seu cos es podreix contínuament causant dolor i sofriment perpetus. Tot i que sembla majoritàriament humà, utilitza les parts del cos d'altres criatures i sovint recull peces fresques per al seu cos. Viatja per tot el món fent experiments horripilants tant amb criatures vives com mortes, així com amb humans i fes amb l'esperança de crear un cos que no decaiga o que li done la capacitat de morir finalment. Ha persistit durant tant de temps en això que ha oblidat per què fa experiments que el fan portar només patiment i carnisseria. El seu únic desig veritable és ser perdonat i viure sense patir.

## Manga
Mahō Tsukai no Yome està escrit i il·lustrat per Kore Yamazaki. La sèrie es va publicar per primera vegada al Monthly Comic Blade de Mag Garden des del 30 de novembre de 2013 fins a l'1 de setembre de 2014, quan la revista va deixar de publicar-se. La sèrie es va traslladar a la nova revista Monthly Comic Garden, alhora que es va continuar publicant al lloc web de Monthly Comic Blade. La sèrie s'ha recopilat en quinze volums tankōbon.
Amb l'edició limitada del cinqué volum, llançat el març de 2016, es va incloure un CD de radioteatre.

## Anime
Amb el cinqué volum del manga es va anunciar un anime preqüela de tres parts titulat Mahō Tsukai no Yome: Hoshi Matsu Hito. Va ser dirigit per Norihiro Naganuma i escrit per Kore Yamazaki, amb guions d'Aya Takaha. Wit Studio va fer l'animació i Production I.G la planificació i la producció. Hirotaka Katō va dissenyar els personatges i Bamboo s'encarrega de l'art de fons. La música de la sèrie està composta per Junichi Matsumoto i produïda per Flying Dog.
Els episodis es van publicar amb els volums sisé, seté i vuité del manga, entre el 10 de setembre de 2016, el 10 de març de 2017 i el 9 de setembre de 2017. El primer episodi es va mostrar als cinemes durant dues setmanes, a partir del 13 d'agost de 2016, el segon episodi es va estrenar a les sales el 4 de febrer de 2017; i el tercer episodi es va estrenar el 19 d'agost de 2017. Crunchyroll va començar a transmetre el primer episodi el 10 de setembre de 2016.
El 10 de març de 2017 es va anunciar una adaptació d'una sèrie de televisió d'anime i es va emetre del 7 d'octubre de 2017 al 24 de març de 2018 a MBS, Tokyo MX, BS11 i altres canals japonesos. JUNNA va interpretar el tema d'obertura "Here", i Hana Itoki va interpretar el tema final "Wa -cycle-". El segon tema d'obertura és "You" de May'n, i el tema final és "Tsuki no Mō Hanbun" d'AIKI & AKINO de bless4. L'anime va adaptar el manga fins al nové volum. Més tard va guanyar el premi al millor drama als Crunchyroll Anime Awards 2017.
El març de 2021 es va anunciar una sèrie original d'OVA de tres parts titulada The Ancient Magus' Bride: The Boy From the West and the Knight of the Mountain Haze, amb els episodis que es van estrenar junt amb els volums setze, disseté i divuit del manga, publicats el 10 de setembre de 2021, el 10 de març de 2022 i el 10 de setembre de 2022. La sèrie OVA està animada per Studio Kafka i dirigida per Kazuaki Terasawa, amb guions d'Aya Takaha i Yoko Yonaiyama. Hirotaka Katō torna per dissenyar els personatges, i Junichi Matsumoto torna per compondre la música de la sèrie.
El 5 de setembre de 2022 es va anunciar una segona temporada feta per Studio Kafka, amb Kazuaki Terasawa tornant a dirigir. Chiaki Nishinaka s'uneix a Aya Takaha i Yoko Yonaiyama per escriure el guió. Hirotaka Katō i Junichi Matsumoto també tornen com a dissenyador de personatges i compositor. La temporadaes va estrenar el 6 d'abril de 2023.